# Joaquim Rosich Rubiera
Joaquim Rosich i Rubiera (Barcelona, 1895 - 29 d'octubre de 1953) fou un waterpolista i dirigent esportiu català.

## Biografia
Fou fill de l'advocat i jutge Joaquim Rosich i Guardiola (1846-1926), de Barcelona, que fou alcalde de la Vila de Gràcia, i de Josepa Rubiera i d'Armas (1862-1909), de Nuevitas (Cuba). El seu germà, Josep Rosich Rubiera, també fou un destacat dirigent esportiu, de l'àmbit del futbol.
Va ser jugador de waterpolo i va formar part de l'equip del CN Barcelona que va representar Espanya als Jocs Olímpics d'Anvers de 1920. Va ser membre de la Junta Directiva del CN Barcelona ocupant els càrrecs de vocal, secretari i vicepresident. En el mateix àmbit també va ser jutge i cronometrador i un dels creadors del butlletí Natació del CN Barcelona Va presidir la Federació Catalana de Natació en dues etapes. Va ser elegit per primera vegada el mes d'agost de 1923 en una assemblea que es va fer a Sant Feliu de Guíxols, va romandre quatre anys en el càrrec i, després va ser-ho per segona vegada entre 1933 i 1939. Va ser, per tant, el darrer president de la Federació Catalana abans de la dictadura de Franco, així com el de la Federació Espanyola de Natació, ja que el setembre de 1937, en plena Guerra Civil, va ser elegit per regir la natació espanyola en la zona republicana. També va ser vocal del Centre Excursionista de Catalunya i membre de la Comissió Assessora de Cultura Física de l'Ajuntament de Barcelona el 1934. El col·legi d'àrbitres el nomenà membre d'honor.
Es va casar amb Rosario Riu. Joaquim Rosich va morir l'octubre de 1953 als 58 anys.